# Calicotome
Calicotome és un gènere de plantes amb flor de la tribu Genisteae de la subfamília Faboideae.